# Lobt ihn mit Herz und Munde

Lobt ihn mit Herz und Munde (BWV 220) est une cantate d'un compositeur inconnu attribuée précédemment à Johann Sebastian Bach et qui a donc reçu un numéro au catalogue BWV.

## Structure et instrumentation
1. chœur : Lobt ihn Herz und Munde
2. aria (ténor) : So preiset den Hochsten, den Konig des Himmels
3. récitatif (basse) : Auf Gottes Preis muss alle Freude zielen
4. aria (alto) : Sich in Gott und Jesu freuen
5. chœur : Ich freue mich im Herrn